# 青森県道168号切田五戸線
青森県道168号切田五戸線（あおもりけんどう168ごう きりたごのへせん）は、青森県十和田市から三戸郡五戸町に至る一般県道である。

## 概要
十和田市切田字下切田の奥入瀬川右岸で青森県道45号十和田三戸線から分岐し、五戸町字上新井田で国道4号に合流する。

### 路線データ
- 起点：十和田市大字切田[1]
- 終点：三戸郡五戸町[1]

## 歴史
- 1961年（昭和36年）2月10日 - 県道に認定される[1]。

## 路線状況

### 重複区間
- 青森県道145号戸来十和田線 十和田市米田字北野 - 十和田市滝沢字道ノ北

## 地理

### 通過する自治体
- 十和田市
- 三戸郡五戸町

### 交差する道路
- 青森県道45号十和田三戸線（十和田市大字切田、起点）
- 青森県道145号戸来十和田線（十和田市大字米田字高谷）
- 青森県道145号戸来十和田線（十和田市大字滝沢字道ノ北）
- 国道4号（三戸郡五戸町上新井田、終点）

### 沿線の施設など
- 十和田市立下切田小学校
- 十和田市立四和中学校
- 青森県立五戸高等学校